# 林挺生 (法官)
林挺生（1907年1月19日—？）是台灣法官（當時稱為判事），台中市下橋子頭出身，日治時代在日本內地擔任法官。從五位、高等官三等。

## 略歷
實業家林澄坡長男。1931年早稻田大學法學部畢業，翌年文官高等試驗司法科合格。後歷任岡山地方裁判所、米子地方裁判所、甲府地方裁判所判事。1944年退官。戰後，曾任東京台灣同鄉會副會長。